# Pociąg Bałkański

Trasa Pociągu Bałkańskiego

Pociąg Bałkański (Balkanzug) – niemiecki interkontynentalny pociąg pospieszny relacji Berlin – Konstantynopol, uruchomiony w latach 1916-1918, jako substytut Orient Expressu (którego kursowanie zostało zawieszone z racji trwania I wojny światowej). Po klęsce Niemiec w 1918 roku, Balkanzug został odwołany, po czym reaktywowano kursowanie Orient Expressu.

## Przebieg
Jego główny szlak prowadził z berlińskiego Anhalter Bahnhof przez Drezno, Pragę do Wiednia. Tu następowało dołączenie wagonów jadących z Monachium (a okresowo ze Strasburga). Następnie skład kontynuował podróż przez Bratysławę, Budapeszt, Belgrad i Sofię do Konstantynopola. W Galancie, leżącej pomiędzy Bratysławą a Budapesztem, przyłączano kolejne wagony wykonujące trasę alternatywną z Berlina wykorzystując Stadtbahn przez Frankfurt nad Odrą, Guben, Lubsko, Żagań, Legnicę, Wrocław, Opole, Racibórz, Bogumin i Cieszyn do Galanty.

## Tabor
Balkanzug zestawiony był z luksusowych wagonów (w tym sypialnych i restauracyjnych) firmy Mitropa i miał odgrywać znaczenie praktyczne (połączenie stolicy Rzeszy – Berlina z Bałkanami i Imperium Osmańskim) oraz propagandowe w Europie i na świecie. Pokazać, że państwa centralne przejęły pewien sławny monopol swoich wrogów bez szkody dla przemysłu wojennego. Monopol, który kraje Ententy musiały wstrzymać.